# ۹۹ زن
۹۹ زن (انگلیسی: 99 Women) یک فیلم بهره‌کشی به کارگردانی خسوس فرانکو است که در سال ۱۹۶۹ منتشر شد.

## بازیگران
- هربرت لام
- مرسدس مک‌کمبریج
- ماریا شل
- ماریا رم
- روزالبا نری
- لوچانا پالوتزی
- الیسا مونتس